# Пневмостом

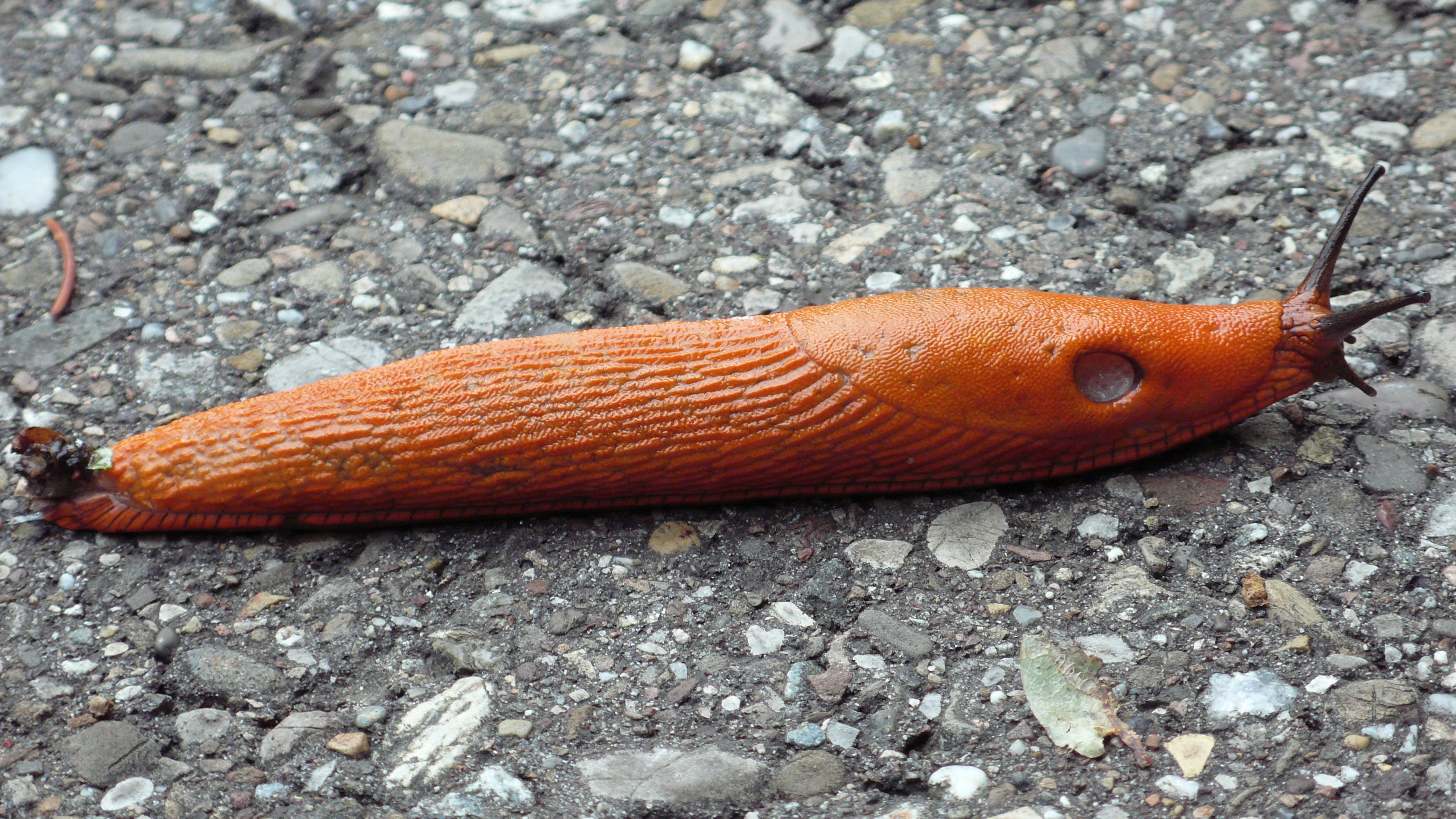
Особина Arion rufus з широко розкритим пневмостомом

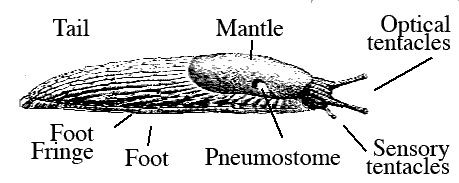
Малюнок, що демонструє різні зовнішні анатомічні особливості слимака

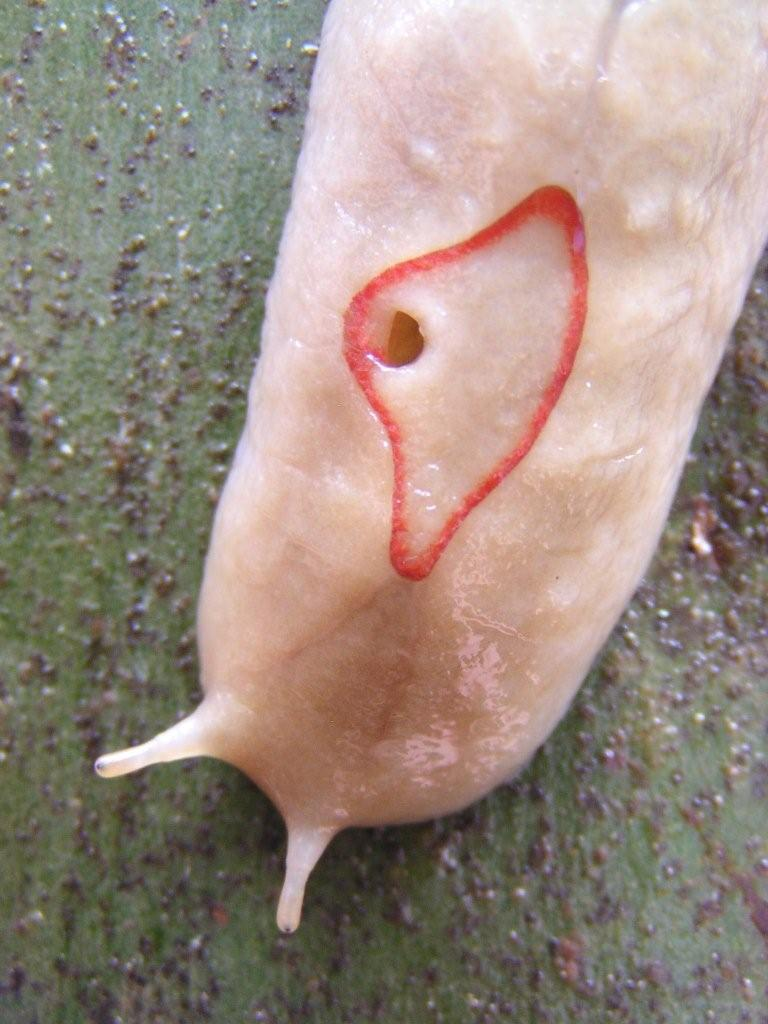
Пневмостом Triboniophorus graeffei знаходиться на його дорсальній поверхні.

Пневмостом або дихальна пора — дихальний отвір зовнішньої анатомії тіла наземного слимака, що дихає повітрям, або сухопутного равлика. Входить до складу дихальної системи черевоногих молюсків.
Це отвір у правій частині мантії стиломатофорового равлика або слимака. Через пневмостому повітря потрапляє в єдину легеню тварини, заповнену повітрям мантійну порожнину. Усередині мантійної порожнини тварина має сильно васкуляризовану ділянку тканини, яка функціонує як легені.
Пневмостом часто набагато легше побачити у слимаків, ніж у равликів, через відсутність раковини, яка часто може закривати огляд цієї ділянки. У наземного слимака, коли пневмостом широко відкритий, його зазвичай дуже добре видно з правого боку тварини. Однак положення пневмостома часто зовсім не легко визначити, коли цей отвір повністю закритий.
Пневмостом відкривається і закривається циклічно. Частота закриття та відкриття пневмостома зазвичай менше ніж 0,5 закриття за хвилину у повністю зволожених слимаків і равликів. Швидкість закривань за хвилину зростає, чим більше зневоднений слимак.